# Rue de Stavelot
La rue de Stavelot est une artère liégeoise (Belgique) qui va de l'avenue Reine Élisabeth au boulevard Émile de Laveleye dans le quartier des Vennes.

## Historique
La rue a été créée au début du XXe siècle lors des importants travaux d'aménagement de la rive droite de la Meuse, pour l'organisation de l'exposition universelle de 1905. Elle porte de nom de rue de Stavelot depuis 1909.  

## Description
La rue plate, rectiligne et pavée d'une longueur d'environ 125 m relie l'avenue Reine Élisabeth au boulevard Émile de Laveleye. Elle est constituée d'une vingtaine d'habitations particulières mais aussi d'un ensemble de trois immeubles à appartements de six niveaux (cinq étages) situés des nos 10 à 16 .

## Voies adjacentes
- Avenue Reine Élisabeth
- Boulevard Émile de Laveleye

## Architecture et urbanisme
Quelques maisons possèdent des éléments de style Art déco :
- au no 2 : frises florales à la base du bow window,
- au no 17 : bow window et garde-corps en fer forgé du balcon au-dessus du bow window,